# هوغو كوربالان
هوغو كوربالان (بالإسبانية: Hugo Corbalán)‏ هو لاعب كرة قدم أرجنتيني في مركز الدفاع، ولد في 8 نوفمبر 1970 في سان ميغيل دي توكومان في الأرجنتين. لعب مع أتليتيكو توكومان ونادي راسينغ وهوراكان.